# Staw kowadełkowo-młoteczkowy
Staw kowadełkowo-młoteczkowy (łac. articulatio incudomallearis) – w anatomii człowieka połączenie pomiędzy kosteczkami słuchowymi ucha środkowego. Określane jest jako staw siodełkowy, staw śrubowy lub staw hamulcowy (zwany także zaporowym), ma jednak bardziej formę chrząstkozrostu niż stawu.
Połączenie to występuje pomiędzy tylną stroną głowy młoteczka, a przednią stroną trzonu kowadełka. Pomiędzy nimi może istnieć szczelinowata jama stawowa, ale nie jest to regułą. Powierzchnie stawowe są zmienne w kształcie (stąd pochodzi podana wyżej niejednoznaczna klasyfikacja stawu), najczęściej raczej eliptyczne; mogą występować zęby zaporowe, czyli drobne wypukłe nierówności utrudniające wykonywanie ruchów. Poza tym w stawie może występować łąkotka (meniscus), dzieląca jamę stawową i mogąca zrastać się z chrząstkami stawowymi.
Zakres ruchu wynosi do 5°.